# Babosia Przełęcz
Babosia Przełęcz (słow. Babošie sedlo) – szeroka przełęcz położona na wysokości ok. 1395 m n.p.m. (inne źródła podają wysokość 1407 m) znajdująca się w północno-wschodnim ramieniu Szerokiej Jaworzyńskiej w słowackiej części Tatr Wysokich. Jej siodło oddziela Suchy Wierch Jaworowy od Babosia. Na Babosią Przełęcz nie prowadzą żadne znakowane szlaki turystyczne, gdyż znajduje się na obszarze ochrony ścisłej, którym objęty jest cały masyw Szerokiej Jaworzyńskiej wraz z jej dwoma długimi ramionami.
Pierwsze wejścia na siodło Babosiej Przełęczy nie są udokumentowane, od dawna wchodzili na nią pasterze i myśliwi.